# Mateusz Malinowski (hokeista)
Mateusz Malinowski (ur. 24 sierpnia 1980 w Zakopanem) – polski hokeista.

## Kariera klubowa
- SMS Warszawa (1998–1999)
- Podhale Nowy Targ (1999–2004)
- Cracovia (2004–2005)
- Podhale Nowy Targ (2005–2007)

Absolwent NLO SMS PZHL Sosnowiec z 1999.

## Sukcesy
- Mistrzostwo Polski 2007 z Podhalem Nowy Targ
- Mistrzostwo Interligi 2004 z Podhalem Nowy Targ
- Puchar Polski 2004 z Podhalem Nowy Targ
- Brązowy Medal Mistrzostw Polski z Cracovia Kraków 2004/2005
- 2004-2006 Cracovia Kraków
- 2000-2003 Podhale Nowy Targ
- 2003- Reprezentant Kraju (seniorzy) turniej Włochy, Dania.
- 2000 Reprezentacja Polski U20 –Mistrzostwa Europy, Mińsk, Białoruś
- 1999 Reprezentacja Polski U20 –Mistrzostwa Europy, Szekesfehervar, Węgry
- 1998 Reprezentacja Polski U18 –Mistrzostwa Europy, Fussen, Niemcy
- 1998-1999 I SMS Warszawa
- 1997-1998 SMS Sosnowiec
- 1997 Reprezentacja Polski U 18 –Mistrzostwa Europy, Maribor, Słowenia
- 1996-1997 SMS Nowy Targ
- 2023 Mistrz Polski Oldboys Podhale Nowy Targ
- 2019 Mistrz Polski Oldboys Podhale Nowy Targ
- 2018 Mistrz Polski Oldboys Podhale Nowy Targ
- 2017 Mistrz Polski Oldboys Podhale Nowy Targ
- 2016 Mistrz Polski Oldboys Podhale Nowy Targ
- 2015 Mistrz Polski Oldboys Podhale Nowy Targ